# Leuctra cyrnea
Leuctra cyrnea är en bäcksländeart som beskrevs av Giovanni Consiglio och Giudicelli 1965. Leuctra cyrnea ingår i släktet Leuctra och familjen smalbäcksländor.

## Underarter
Arten delas in i följande underarter:
- L. c. incudensis
- L. c. cyrnea